# Zaodrze

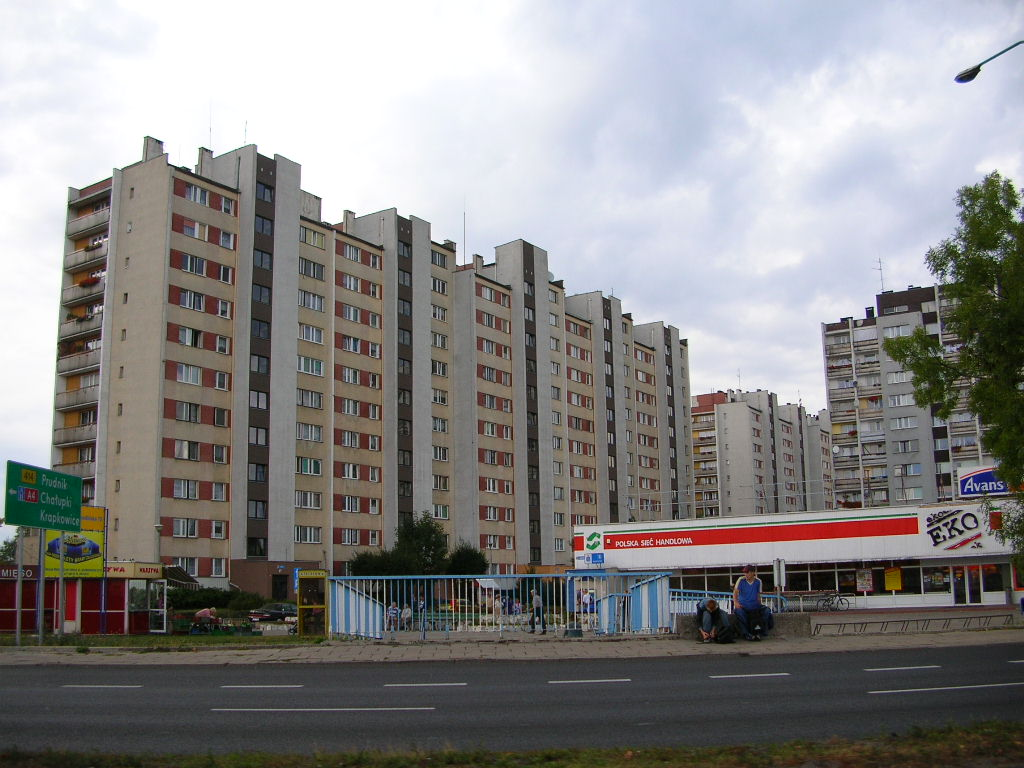
bloki przy ul. Koszyka

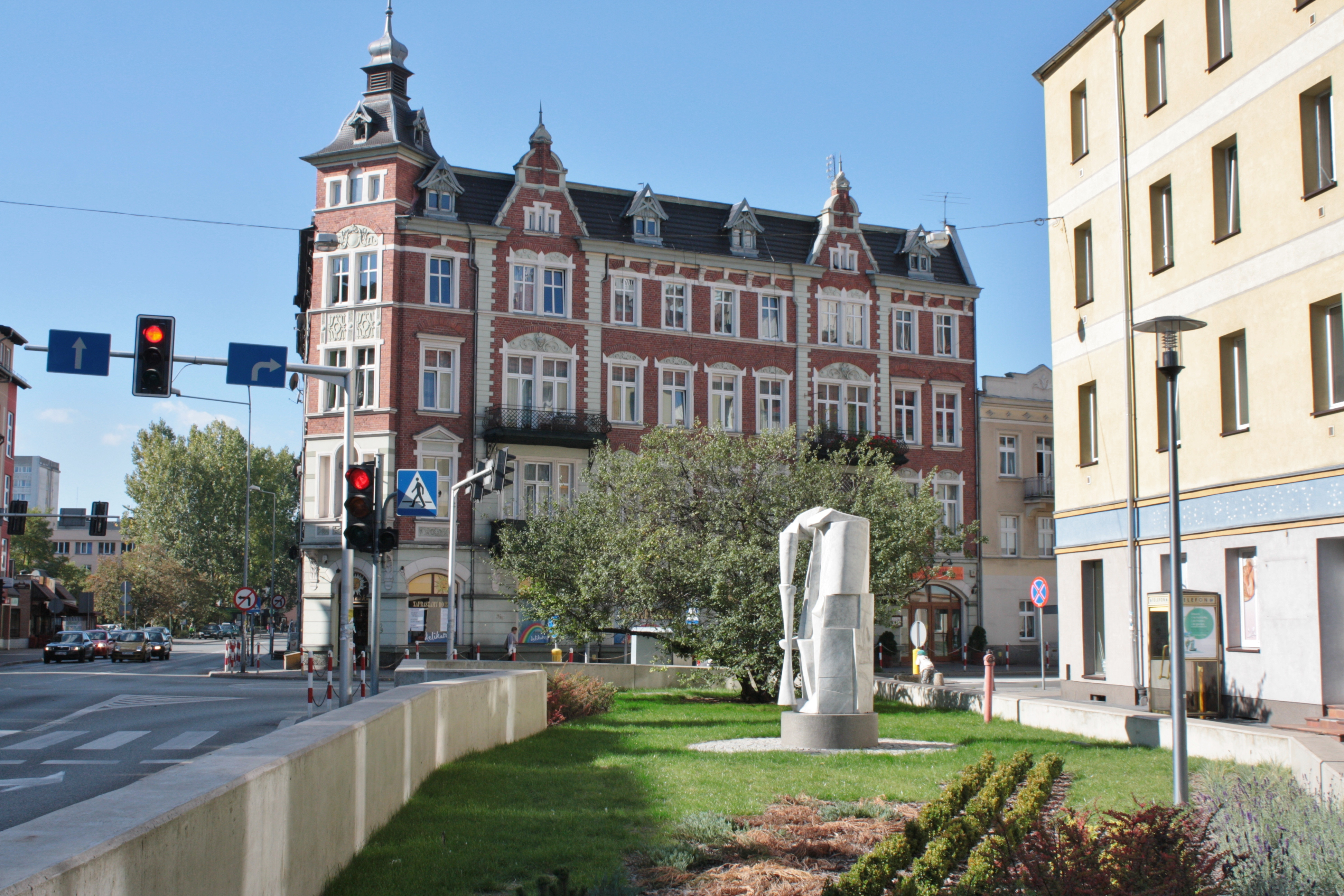
Kamienica na Placu Piłsudskiego w opolskiej dzielnicy Zaodrze

Zaodrze (niem. Odervorstadt) – część Opola znajdująca się po zachodniej stronie Odry; zwyczajowo podzielone na Zaodrze „bliższe” (między Odrą a kanałem Ulgi – w granicach miasta przed 1899 rokiem) oraz Zaodrze „dalsze” umiejscawiane na zachód od wspomnianego kanału.

## Obszar
Historycznie rzecz ujmując, Zaodrzem winno się określać tylko część bliższą centrum miasta (Przedmieście Odrzańskie), jednak wraz z wybudowaniem w latach 60. i 70. osiedli mieszkaniowych na gruntach Szczepanowic i Półwsi, Zaodrzem zaczęto określać również i dalszy obszar. Jedno z osiedli administracyjnych spółdzielni mieszkaniowej Przyszłość nosi identyczną nazwę. Zaodrze nie jest obrębem ewidencyjnym, część bliższa centrum miasta wchodzi w skład dzielnicy Nadodrze, natomiast dalsza znajduje się w Półwsi i Szczepanowicach.

## Infrastruktura
Na Zaodrze kursują linie autobusowe MZK nr 1, 5, 7, 8, 9, 12, 13, 15, 16, 17, 18, 25, 28, 80, N1, znajduje się tutaj stacja kolejowa Opole Zachodnie. Z prawobrzeżną częścią Opola Zaodrze jest połączone dwoma mostami nad kanałem Ulgi (ul. Niemodlińska, ul. Spychalskiego) oraz dwoma nad Odrą (Most Piastowski, Most Pamięci Sybiraków). Główne ulice Zaodrza to ul. Niemodlińska, Prószkowska oraz Wrocławska. Funkcjonuje kilka przedszkoli, 2 szkoły podstawowe, liceum ogólnokształcące, 2 zespoły szkół (budowlanych i technicznych), a także Nauczycielskie Kolegium Języków Obcych. Przy ul. Hallera działa rzymskokatolicka parafia bł. Czesława – kościół wybudowany w I połowie lat 90.

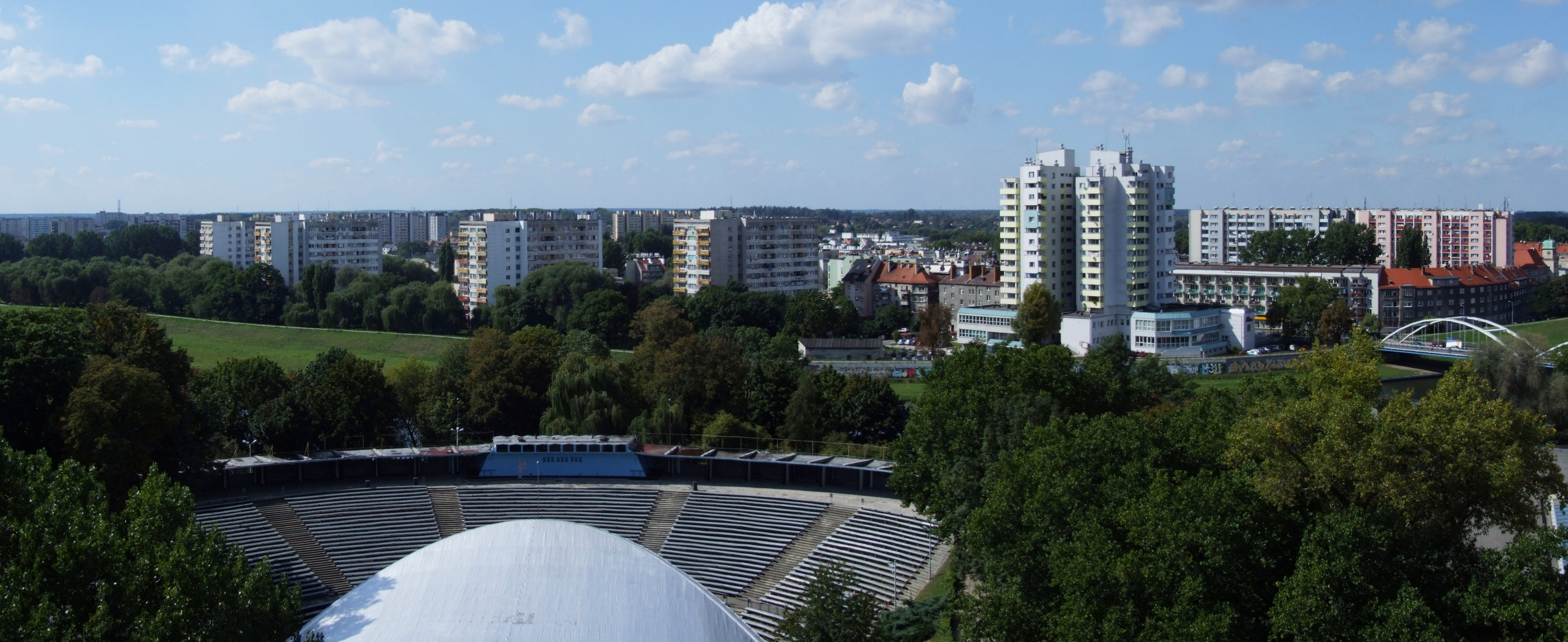
Panorama Zaodrza bliższego – bloki przy pl. Piłsudskiego i ul. Łąkowej